# Daphne Walker
Daphne Rose Walker (Isla Gran Barrera, 25 de septiembre de 1930-Christchurch, 17 de julio de 2025) fue una cantante neozelandesa, popular en la década de los cincuenta. Muchas de sus grabaciones fueron con los músicos Bill Sevesi y Bill Wolfgramm. También hizo duetos con George Tumahai. Una de sus primeras grabaciones que resultó ser exitosa fue «Haere Mai», de 1954 y se lanzó bajo el sello Tanza.

## Biografía
Walker nació en Isla Gran Barrera el 25 de septiembre de 1930. En 1949 ganó un concurso de talentos y fue reclutada para realizar una serie de transmisiones en vivo de quince minutos en la emisora de radio 1YA, acompañada por Bill Wolfgramm en la steel guitar y Johnny Bradfield en la guitarra. Su primera grabación fue con el sello Tanza, «Haere Mai» en 1954, la cual llegó a vender más de 40,000 copias. Grabó más de treinta temas para Tanza. «Hootchy Kootchy Henry» se convirtió en un éxito en Samoa. Su último lanzamiento fue en 1966, el álbum Coconut Grove. 
Walker sufría de pánico escénico y no le gustaba presentarse ante una audiencia, prefiriendo las grabaciones en estudio. En 2012, recibió el Nostalgia Award del Variety Artists Club de Nueva Zelanda.
Daphne Walker falleció el 17 de julio de 2025, a los 94 años de edad.

## Discografía
- Z231 Haere Mai (Daphne Walker w. Bill Wolfgramm) 1955
- Z231 Haere Ra My Love (Daphne Walker w. Bill Wolfgramm)
- Z234 Sophisticated Hula (Daphne Walker w. Bill Wolframm)
- Z234 The Moon Of Manakoora (Daphne Walker)
- Z241 Maori Brown Eyes [Sam Freedman] (Daphne Walker w Bill Wolfgram)
- Z242 Hootchy Kootchy Henry (Daphne Walker)
- Z242 My Isle of Golden Dreams (Daphne Walker)
- Z251 The One Rose (Daphne Walker w Bill Wolfgram)
- Z253 Aroha (Daphne Walker w Bill Wolfgram)
- Z253 When My Wahine Does the Poi (Daphne Walker w. Bill Wolfgramm)
- Z255 Let Me Hear You Whisper (Daphne Walker w Bill Wolfgramme Islanders)
- Z255 Tahi Nei Taru Kino (Daphne Walker w Bill Wolfgramme Islanders)
- Z261 An Okey Dokey Hut (Daphne Walker and Bill Wolfgramme's Islanders)
- Z261 Best Wishes (Daphne Walker w. Bill Wolfgramme)
- Z262 Kotuku (Daphne Walker w. Bill Wolfgramme)
- Z262 Maori Action Song (Daphne Walker, Georgina & Ann w. Bill Wolfgramm)
- Z265 Kapuana (Daphne Walker & Bill Wolfgramme)
- Z279 South Sea Rose (Daphne Walker & Bill Wolfgramme Islanders)
- Z283 Lovely Hula Girl (Daphnie Walker & Bill Wolfgramme)
- Z285 Hawaiian Hospitality (Daphne Walker, the Three Wahines w Bill Wolfgramme Islanders)
- Z289 E Naughty Naughty Mai Nei (Daphne Walker)
- Z293 Lonely Kiwi (Daphne Walker w Bill Wolfgramme)
- Z293 Maori Style (Daphne Walker w Bill Wolfgramme)
- Z294 Ukulele Lady (Daphne Walker)
- Z295 Mapuana (Daphne Walker w Bill Wolfgramme)
- Z295 To You Sweetheart Aloha (Daphne Walker)
- Z301 Hula Oni Oni E (Daphne Walker)
- Z304 Blue Lei (Daphne Walker w Bill Wolfgrammme)
- Z304 Hawaiian Hula Eyes (Daphne Walker w Bill Wolfgrammme)
- Z309 An Old Bouquet (Daphne Walker)
- Z309 Kumu in a Mumu (Daphne Walker)
- ZLP 001 Hawaiian Kisses (Daphne Walker w. Bill Wolfgramm)
- ZLP 001 Lovely Hula Hands (Daphne Walker w. Bill Wolfgramm)
- ZLP 001 Manu Rere (Daphne Walker w. Bill Wolfgramm)
- ZLP 001 Polynesian Love Song (Daphne Walker w. Bill Wolfgramm)
- ZLP 002 New Zealand's Christmas Tree (Daphne Walker w. Bill Wolfgramm)
- ZLP 002 Pania of the reef (Daphne Walker w. Bill Wolfgramm) 1955
- Z308 Kaimana Hila (Bill Wolfgramme Islanders [with vocal])
- Z308 Hawaiian Cowboy (Bill Wolfgramme Islanders)

Con Bill Wolfgramm:
- An Okey Dokey Hut (Daphne Walker con Bill Wolfgramm e Islanders) (Z261)
- An Old Bouquet (Daphne Walker) (Z309)
- Aroha (Daphne Walker w Bill Wolfgramm) (Z253)
- Best Wishes (Daphne Walker w. Bill Wolfgramm) (Z261)
- Blue Lei (Daphne Walker w Bill Wolfgramm) (Z304)
- Come To Me (Daphne Walker and Bill Wolfgramm)
- E Naughty Naughty Mai Nei (Daphne Walker) (Z289)
- Fijian Holiday (Daphne Walker & Bill Wolfgramm's Hawaiians) [Zodiac Z1063]
- Gay Hawaiian Party (Daphne Walker & Bill Wolfgramm's Hawaiians) [Zodiac Z1063]
- Haere Mai (Daphne Walker & Bill Wolfgramm) (Z231) 1955
- Haere Ra My Love (Daphne Walker & Bill Wolfgramm) (Z231)
- Hawaiian Hospitality (Daphne Walker, the Three Wahines & Bill Sevesi e Islanderss) (Z285)
- Hawaiian Hula Eyes (Daphne Walker & Bill Wolfgramm) (Z304)
- Hawaiian Kisses (Daphne Walker & Bill Wolfgramm) (ZLP 001)
- Hootchy Kootchy Henry (Daphne Walker) (Z242)
- Hula Oni Oni E (Daphne Walker) (Z301)
- Kapuana (Daphne Walker & Bill Wolfgramm) (Z265)
- Kotuku (Daphne Walker & Bill Wolfgramm) (Z262)
- Kumu in a Mumu (Daphne Walker) (Z309)
- Let Me Hear You Whisper (Daphne Walker& Bill Wolfgramm's Islanders) (Z255)
- Lonely Kiwi (Daphne Walker & Bill Wolfgramm) (Z293)
- Lovely Hula Girl (Daphnie Walker & Bill Wolfgramm) (Z283)
- Lovely Hula Hands (Daphne Walker & Bill Wolfgramm) (ZLP 001)
- Manu Rere (Daphne Walker & Bill Wolfgramm) (ZLP 001)
- Maori Action Song (Daphne Walker, Georgina & Ann w. Bill Wolfgramm) (Z262)
- Maori Brown Eyes [Sam Freedman] (Daphne Walker & Bill Wolfgramm) (Z241)
- Maori Style (Daphne Walker & Bill Wolfgramm) (Z293)
- Mapuana (Daphne Walker & Bill Wolfgramm) (Z295)
- My Isle of Golden Dreams (Daphne Walker) (Z242)
- New Zealand's Christmas Tree (Daphne Walker & Bill Wolfgramm) (ZLP 002)
- Pania of the Reef (Daphne Walker & Bill Wolfgramm) 1955 (ZLP 002)
- Polynesian Love Song (Daphne Walker & Bill Wolfgramm) (ZLP 001)
- Sophisticated Hula (Daphne Walker & Bill Wolfgramm) (Z234)
- South Sea Rose (Daphne Walker & Bill Wolfgramm's Islanders) (Z279)
- Tahi Nei Taru Kino (Daphne Walker & Bill Wolfgramm) (Z255)
- The Moon of Manakoora (Daphne Walker) (Z234)
- The One Rose (Daphne Walker & Bill Wolfgramm) (Z251)
- To You Sweetheart Aloha (Daphne Walker) (Z295)
- Ukulele Lady (Daphne Walker) (Z294)
- When My Wahine Does the Poi (Daphne Walker & Bill Wolfgramm) (Z253)
- Polynesian Love Song / Hawaiian War Chant (Daphne Walker & Bill Wolfgramm's Hawaiians) (1957) Z-1004 Zodiac With Bill Sevesi:
- Analani E (Daphne Walker & George Tumahai con Bill Sevesi e Islanders)
- Beneath Blue Skies (Daphne Walker & Bill Sevesi e Islanders)
- Best Wishes (A Merry Xmas) (Ronnie Sundin-Daphne Walker-Will Jess y sus Jesters)
- Beyond Desire (Daphne Walker con Bill Sevesi e Islanders)
- Beyond the Reef (Daphne Walker con Bill Sevesi e Islanders)
- Blue Hawaii (Daphne Walker & Buddy Wilson con Bill Sevesi)
- Coconut Grove (Daphne Walker, Lin Peyroux & Morgan Clarke con Bill Sevesi)
- Come A Waltzing (Daphne Walker & Bill Sevesi)
- E Naughty Naughty Mai Nei (Daphne Walker & Bill Sevesi)
- E Pari Ra (Daphne Walker & George Tumahai con Bill Sevesi e Islanders)
- E Puru Tai Tama (Daphne Walker & George Tumahai con Bill Sevesi e Islanders)
- Haere Mai [Freedman](Daphne Walker & George Tumahai con Bill Sevesi e Islanders)
- He Puti Pai (Daphne Walker con Bill Sevesi e Islanders)
- Hoki Hoki (Daphne Walker & George Tumahai con Bill Sevesi e Islanders)
- Hoki Hoki 2 (Daphne Walker, Buddy Wilson & Bill Sevesi)
- Hoki Mai (Daphne Walker & Buddy Wilson & Bill Sevesi)
- Hoki Mai 2 (Daphne Walker & George Tumahai con Bill Sevesi e Islanders)
- Honolulu (Daphne Walker con Bill Sevesi e Islanders)
- Honolulu 2 (Daphnie Walker & Bill Sevesi)
- I'd Like to See Some More of Samoa (Daphne Walker con Bill Sevesi e Islanders)
- In the Royal Hawaiian Hotel (Daphne Walker con Bill Sevesi e Islanders)
- Isa Lei (Daphne Walker w Bill Sevesi)
- Kapuana (Daphne Walker w Bill Sevesi Group)
- Land of the Lond White Cloud [Freedman] (Daphne Walker con Bill Sevesi e Islanders)
- Lovely Hula Girl (Daphne Walker & George Tumahai con Bill Sevesi e Islanders)
- Manaonoa Vau Ia Oe (Daphne Walker con Bill Sevesi e Islanders)
- Manu Rere (Daphne Walker & George Tumahai con Bill Sevesi e Islanders)
- Maori Brown Eyes (Daphne Walker & George Tumahaicon Bill Sevesi e Islanders)
- Marama Pai (Daphne Walker con Bill Sevesi e Islanders)
- Maringi Moe (Daphne Walker & George Tumahai con Bill Sevesi e Islanders)
- Moon of Manakoora (Daphne Walker)
- My Tahitian Lullaby (Daphnie Walker & Bill Sevesi)
- My Treasure Island (Daphnie Walker, Lin Peyroux & Morgan Clarke con Bill Sevesi)
- Naku Re Te Wai (Daphne Walker & George Tumahai con Bill Sevesi e Islanders)
- Pa Mai (Daphne Walker & George Tumahai con Bill Sevesi e Islanders)
- Pamai (Daphnie Walker, Buddy Wilson & Morgan Clarke con Bill Sevesi)
- Pokarekare (Daphne Walker & Bill Sevesi)
- Pretty Kehulani (Daphne Walker con Bill Sevesi e Islanders)
- Rekareka Te Hauti (Daphne Walker con Bill Sevesi e Islanders)
- Sophisticated Hula (Daphne Walker & Bill Sevesi)
- Taha Nei Taru Kino (Daphnie Walker, Buddy Wilson & Morgan Clarke con Bill Sevesi)
- Tahi Nei Taru Kino (Daphne Walker & George Tumahai con Bill Sevesi e Islanders)
- Te Reva Nei Au E (Daphne Walker)
- Thank You for Making My Day (Daphne Walker)
- The Way You Walk (Ronnie Sundin – Daphne Walker – Will Jess y Jesters)
- Tiare Fei (Daphne Walker w Bill Sevesi con Bill Sevesi e Islanders)
- Under The Sun (Daphne Walker con Bill Sevesi e Islanders)
- Waihi Moon (Daphne Walker w Bill Sevesi con Bill Sevesi e Islanders)
- We Talk Only in Our Sleep (Daphne Walkercon Bill Sevesi e Islanders)

### 78 RPM
- Daphne Walker & Bill Wolfgramm's Hawaiians – Polynesian Love Song / Hawaiian War Chant – Zodiac Z – 1004, 1957[5]

### EP de 7"
- Daphne Walker avec Bill Sevesi et Les Samoan Surfriders – Reka Reka Tahiti Records[6]
- Daphne Walker With Bill Sevesi And His Islanders – Island Favourites – Viking – VE 53[7]

### Disco compacto
- The Great Daphne Walker – 2004[8]